# بلوند و سیاه
بلوند و سیاه (به هندی: Gora Aur Kala) فیلمی محصول سال ۱۹۷۲ و به کارگردانی راجکومار کوهلی است. در این فیلم بازیگرانی همچون راجندرا کومار، هما مالینی، ریکا، پریم نات، پریم چوپرا ایفای نقش کرده‌اند.